# Berit Berthelsen
Berit Berthelsen, z domu Tøien (ur. 25 kwietnia 1944 w Hakadal, Akershus, zm. 13 lutego 2022 w Bærum) – norweska lekkoatletka. Reprezentowała barwy klubu IL Tyrving. Żona Roara Berthelsena. Podczas kariery mierzyła 171 cm, ważyła 62 kg.

## Kariera
W latach 60. XX w. zdominowała zawody w skoku w dal i biegach w państwach nordyckich. W 1965 roku na Mistrzostwach Nordyckich zdobyła 5 złotych medali (100 m, 200 m, 400 m, skok w dal, sztafeta). Zwyciężyła w Europejskich Igrzyskach Halowych w 1967 i 1968 roku w skoku w dal oraz zdobyła brązowy medal podczas Mistrzostw Europy w 1969 roku.
Startowała na igrzyskach olimpijskich w 1964 roku (7. miejsce w skoku w dal) i 1968 roku (9. miejsce w skoku w dal oraz 18. pozycja w pięcioboju).
Podczas swojej kariery zdobyła 35 indywidualnych tytułów mistrzowskich w kraju, ustanowiła też kilkadziesiąt narodowych rekordów. Jej rekordem życiowym w skoku w dal był rezultat 6,56 m (rekord Norwegii) z 10 września 1968 roku. Utrzymywał się on przez 41 lat, dopóki nie został pobity przez Margrethe Renstrøm 1 sierpnia 2009 (6,64 m).

## Osiągnięcia
- Europejskie Igrzyska Halowe – 1967, 1968 (skok w dal)
- Mistrzostwa Europy – 1969
- wielokrotna mistrzyni Norwegii i państw nordyckich (lata 60. XX w.) w sprintach, przełajach, biegu na 100 metrów przez płotki, skoku w dal oraz pięcioboju
- wielokrotna rekordzistka Norwegii w różnych konkurencjach